# Bystra (dopływ Wisły)
Bystra – rzeka, prawy dopływ Wisły o długości 35,75 km. Przypływa przez województwo lubelskie, m.in. przez Nałęczów, Wąwolnicę, Celejów. Uchodzi do Wisły w Bochotnicy.

## Główne dopływy
prawostronne:
- Bochotniczanka

lewostronne:
- Potok Witoszyński
- Czerka